# 圣日耳曼德贝尔韦斯
圣日耳曼-德贝尔韦斯（法語：Saint-Germain-de-Belvès，法語發音：[sɛ̃ ʒɛʁmɛ̃ də bɛlvɛs]，意为“贝尔韦斯的圣日耳曼”）是法国多尔多涅省的一个市镇，属于萨拉拉卡内达区。

## 地理
圣日耳曼-德贝尔韦斯（44°48'18"N, 1°2'57"E）面积7.19 平方千米，位于法国新阿基坦大区多爾多涅省，该省份为法国西南部内陆省份，是法國本土面积第三大的省，大致对应佩里戈尔地区，北起顺时针与夏朗德省、上维埃纳省、科雷兹省、洛特省、洛特-加龙省、吉倫特省和滨海夏朗德省接壤。
与圣日耳曼-德贝尔韦斯接壤的市镇（或旧市镇、城区）包括：马尔纳克、贝尔比吉耶尔、阿拉斯莱米讷、克拉代什、卡尔沃、萨日拉、佩里戈尔地区锡奥拉克。
圣日耳曼-德贝尔韦斯的时区为UTC+01:00、UTC+02:00（夏令时）。

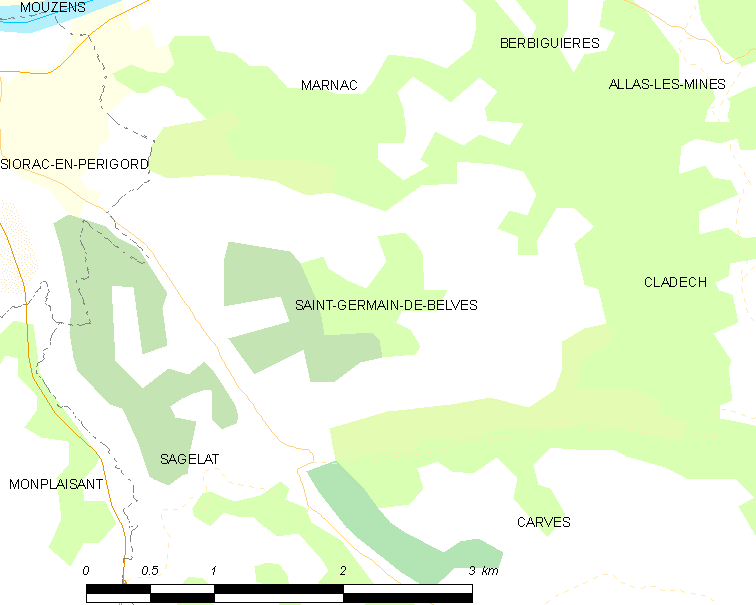
圣日耳曼-德贝尔韦斯的OSM定位图

## 行政
圣日耳曼-德贝尔韦斯的邮政编码为24170，INSEE市镇编码为24416。

## 政治
圣日耳曼-德贝尔韦斯所属的省级选区为多尔多涅河谷县。

## 人口

1962-2008年间圣日耳曼-德贝尔韦斯人口变化图示

圣日耳曼-德贝尔韦斯于2022年1月1日时的人口数量为176人。